# Jetřichov
Jetřichov (en allemand : Dittersbach) est une commune du district de Náchod, dans la région de Hradec Králové, en Tchéquie. Sa population s'élevait à 449 habitants en 2022.

## Géographie
Jetřichov se trouve à 6 km au nord-ouest de Broumov, à 24 km au nord-nord-est de Náchod, à 55 km au nord-est de Hradec Králové et à 144 km à l'est-nord-est de Prague.
La commune est limitée par Meziměstí au nord, par Hynčice au nord-est, par Hejtmánkovice à l'est, par Křinice et Police nad Metují au sud, par Teplice nad Metují au sud-ouest, et par Březova, un quartier exclavé de Meziměstí, et Vernéřovice à l'ouest.

## Histoire
La première mention écrite de la localité date de 1406.

## Transports
Par la route, Jetřichov se trouve à 6 km de Broumov, à 28 km de Náchod, à 68 km de Hradec Králové et à 183 km de Prague. 